# 霧尾ファンクラブ
『霧尾ファンクラブ』（きりおファンクラブ）は、地球のお魚ぽんちゃんによる日本の漫画作品。「COMICリュエル」にて2022年6月24日から2024年8月9日まで連載された。
2025年4月から6月まで、中京テレビにてテレビドラマが放送された。

## 書誌情報
- 地球のお魚ぽんちゃん『霧尾ファンクラブ』実業之日本社〈リュエルコミックス〉、全6巻
  1. 2022年12月15日発売[4][5]、ISBN 978-4-408-64076-1
  2. 2023年5月18日発売[6]、ISBN 978-4-408-64093-8
  3. 2023年10月19日発売[7]、ISBN 978-4-408-64107-2
  4. 2024年4月18日発売[8]、ISBN 978-4-408-64132-4
  5. 2024年7月18日発売[9]、ISBN 978-4-408-64141-6
  6. 2024年9月19日発売[10]、ISBN 978-4-408-64150-8

### スピンオフ
- 地球のお魚ぽんちゃん『霧尾ファンクラブFC』実業之日本社〈リュエルコミックス〉、全1巻
  1. 2025年4月17日発売[11][12]、ISBN 978-4-408-64184-3

## テレビドラマ
2025年4月3日（2日深夜）から6月5日（4日深夜）まで中京テレビ制作により、日本テレビ系「水曜プラチナイト」枠で放送された。主演は茅島みずき。

### キャスト

#### 主要人物
三好藍美（みよし あいみ）
演 - 茅島みずき
都立江狛高校の高校生。
染谷波（そめたに なみ）
演 - 莉子
都立江狛高校の高校生。藍美の親友。
霧尾賢（きりお けん）
演 - 井上瑞稀
都立江狛高校の高校生。藍美と波のクラスメイト。

#### 都立江狛高校
満田充（まんだ みつる）
演 - 若林時英
藍美と波のクラスメイト。呪術にハマっている。
桃瀬隼人（ももせ はやと）
演 - 小宮璃央
霧尾の友達で学年の人気者。
村岡皐月（むらおか さつき）
演 - 星乃夢奈
霧尾の友達。バスケ部のエース。
田代星羅（たしろ せいら）
演 - 原愛音
藍美と波の1学年後輩。
田中典之（たなか のりゆき）
演 - 希志真ロイ
担任先生。

#### 周辺人物
森野寛太
演 - 大橋彰（アキラ100%）
ファミリーレストランの店長。
長田望
演 - 酒井大地（第5話 - ）
霧尾の親友。
三好虎之介
演 - 五頭岳夫（第8話）
藍美の祖父。

### スタッフ
- 原作 - 地球のお魚ぽんちゃん『霧尾ファンクラブ』（リュエルコミックス / 実業之日本社 刊）[3][15]
- 監督 - 横尾初喜[3][15]
- 脚本 - いとう菜のは[3][15]
- 音楽 - 上田壮一[3][15]
- 主題歌 - 茅島みずき「ローファー。」（Amuse）[19]
- オープニング - 清水美依紗「花占い」（ユニバーサル ミュージック）[20]
- 編成 - 辻村亨（中京テレビ）
- 広報 - 小澤昌史（中京テレビ）
- チーフプロデューサー - 栗田美和（CTV MID ENJIN）
- プロデューサー - 星野恵（AX-ON）
- 制作 - CTV MID ENJIN[3][15]
- 制作協力 - 日テレアックスオン[3][15]
- 製作著作 - 中京テレビ[3][15]

### 放送日程
| 話数   | 放送日  | サブタイトル                        |
| ------ | ------- | ----------------------------------- |
| 第1話  | 4月03日 | 推しのおならが爆音だったら…?        |
| 第2話  | 4月10日 | 霧尾くんを推すホントの理由          |
| 第3話  | 4月17日 | あの日見た君の涙なめたいと思ったよ  |
| 第4話  | 4月24日 | ライバル出現?入り乱れる恋模様       |
| 第5話  | 5月01日 | 波&桃瀬、藍美&霧尾くんでペア完成?   |
| 第6話  | 5月08日 | 校外学習で感情爆発!遂に愛の告白が!! |
| 第7話  | 5月15日 | 雨は霧尾くんのおしっこ由来ってわけ  |
| 第8話  | 5月22日 | 霧尾、部活やめるってよ              |
| 第9話  | 5月29日 | 霧尾、心の闇を大激白!               |
| 最終話 | 6月05日 | 遂に!霧尾の全顔が…?                 |

- 最終話は前日の『news zero』（23時 - 翌0時4分）放送に伴う特別編成の関係で、5分繰り下げられ、0時29分 - 0時59分に放送された。

### ネット配信
| 配信開始月 | 配信サイト | 配信料金     | 備考       |
| ---------- | ---------- | ------------ | ---------- |
| 2025年4月  | TVer       | 広告付き無料 | 見逃し配信 |
| 2025年4月  | Locipo     | 広告付き無料 | 見逃し配信 |
| 2025年4月  | Hulu       | 定額制有料   | 見放題配信 |
| 2025年4月  | U-NEXT     | 定額制有料   | 見放題配信 |
| 2025年4月  | Lemino     | 定額制有料   | 見放題配信 |

| 中京テレビ・日本テレビ系 水曜プラチナイト                                 | 中京テレビ・日本テレビ系 水曜プラチナイト  | 中京テレビ・日本テレビ系 水曜プラチナイト  |
| 前番組                                                                    | 番組名                                     | 次番組                                     |
| ------------------------------------------------------------------------- | ------------------------------------------ | ------------------------------------------ |
| こんなところで裏切り飯 〜嵐を呼ぶ七人の役員〜 （2025年1月16日 - 3月20日） | 霧尾ファンクラブ （2025年4月3日 - 6月5日） | 海老だって鯛が釣りたい （2025年7月3日 - ） |